# 서울대영초등학교
서울대영초등학교는 대한민국 서울특별시 영등포구 신길동에 있는 공립 초등학교이다.

## 학교 연혁
- 1987년 12월 21일 서울대영국민학교 인가
- 1988년 4월 22일 서울대영국민학교 개교(45학급 2529명 편성)
- 1989년 2월 17일 제1회 졸업식(328명)
- 1996년 3월 1일 현재 교명으로 개칭
- 2011년 3월 1일 제9대 고광덕 교장 부임
- 2015년 3월 1일 제10대 김명애 교장 부임
- 2017년 2월 17일 제29회 졸업식(102명, 누계 8234명)
- 2018년 2월 9일 제30회 졸업식(92명, 누계 8326명)
- 2019년 3월 1일 제11대 오연주 교장 부임
- 2020년 3월 1일 체육관 및 식당 준공
- 2021년 1월 11일 제33회 졸업식(112명,누계8626명)
- 2023년 3월 1일 제12대 정민석 교장 부임

## 학교 상징
- 우리 학교 꽃 - 장미 : 대영의 전통과 자긍심 상징. 꽃말 : 고상한 품위와 아름다운 사랑
- 우리 학교 나무 - 은행나무 : 유구한 역사와 발전 상징. 수명이 길고 단단하여 목재로 쓰임. 열매는 식용, 약용으로 쓰임.

## 참고 자료
- 서울대영초등학교 - 한국교육학술정보원 학교알리미